# 杉谷満
杉谷 満（すぎや みつる、1964年3月15日 - ）は、日本の元プロボクサー。北海道茅部郡南茅部町　(現：北海道函館市)出身、函館大学付属有斗高等学校卒業。現役時代は協栄ボクシングジム所属。第35代・第37代・第38代日本フェザー級王者。
元プロボクサーの杉谷実は兄、元プロ野球選手の杉谷拳士は息子にあたる。

## 略歴
兄である杉谷実も協栄ボクシングジムの元プロボクサーで日本スーパーライト級王座を獲得し、史上3組目の兄弟日本王者となった。2人の息子がおり、次男である杉谷拳士は元プロ野球選手。
1981年4月21日、高橋忠治を1回KOで沈めデビューを飾る。
その年の東日本新人王を獲得するが、全日本新人王決定戦で後の世界王者六車卓也に判定負け。
1986年2月25日、チバ・アルレドンドが持つ日本フェザー級王座に挑戦し、8回KOで王座奪取に成功。
8月24日、来馬英二郎に7回KO負けで2度目の防衛に失敗するも、ノンタイトルでKO勝利後、1987年1月12日の飯泉健二との同王座決定戦を3回KOで制して王座返り咲き。
王座1度防衛した後の6月22日、ライオン・アリとのノンタイトルで判定負けを喫して王座剥奪。
8月17日に神出康生との王座決定戦で6回TKO勝利を収めて2度目の王座返り咲き。
日本王座を5度防衛した後、1989年1月12日に返上。
3月26日、WBA世界フェザー級1位の指名挑戦者として世界王座に初挑戦。川崎市体育館でWBA世界フェザー級王者アントニオ・エスパラゴサ（ベネズエラ）に挑むが、10回KO負けで王座獲得ならず。
7月17日、再起戦として臨んだ植田龍太郎戦で7回KO負けを喫して引退。
その後、トレーナーに転じて元同門の元WBA世界ジュニアフライ級王者具志堅用高が立ち上げた白井・具志堅スポーツジムの初代チーフトレーナーとなった。また、兄・実は福田洋二が会長を務めるF・Iファイトクラブのトレーナーを務めた。

## 戦績
- 33戦28勝(21KO)5敗

| 戦           | 日付           | 勝敗 | 時間 | 内容 | 対戦相手                 | 国籍       | 備考                             |
| ------------ | -------------- | ---- | ---- | ---- | ------------------------ | ---------- | -------------------------------- |
| 1            | 1981年4月21日  | ☆    | 1R   | TKO  | 高橋忠治                 | 日本       | プロデビュー戦                   |
| 2            | 1981年7月14日  | ☆    | 1R   | KO   | 渋谷淳一                 | 日本       |                                  |
| 3            | 1981年9月17日  | ☆    | 1R   | KO   | 藤田千代三               | 日本       |                                  |
| 4            | 1981年10月12日 | ☆    | 4R   | 判定 | 青松浩道                 | 日本       |                                  |
| 5            | 1981年11月17日 | ☆    | 4R   | 判定 | 柏倉正義                 | 日本       |                                  |
| 6            | 1981年12月20日 | ☆    | 6R   | 判定 | ラッシャー河口           | 日本       | 東日本フェザー級新人王決定戦     |
| 7            | 1982年2月15日  | ★    | 6R   | 判定 | 六車卓也                 | 日本       | 全日本フェザー級新人王獲得に失敗 |
| 8            | 1983年4月10日  | ☆    | 2R   | KO   | 原一司                   | 日本       |                                  |
| 9            | 1983年7月10日  | ☆    | 3R   | KO   | 大島博美                 | 日本       |                                  |
| 10           | 1983年9月5日   | ☆    | 3R   | KO   | 若月重道                 | 日本       |                                  |
| 11           | 1984年1月30日  | ☆    | 7R   | KO   | タイガー道上             | 日本       |                                  |
| 12           | 1984年6月25日  | ☆    | 10R  | KO   | タイガー道上             | 日本       |                                  |
| 13           | 1984年9月10日  | ☆    | 1R   | KO   | マルシアノ関山           | 日本       |                                  |
| 14           | 1984年11月12日 | ☆    | 10R  | 判定 | ソ・スンファン           | 韓国       |                                  |
| 15           | 1985年1月28日  | ☆    | 10R  | 判定 | 東光輝                   | 日本       |                                  |
| 16           | 1985年7月15日  | ☆    | 1R   | TKO  | キム・ヨングァン         | 韓国       |                                  |
| 17           | 1985年8月26日  | ☆    | 10R  | 判定 | 川村啓治                 | 日本       |                                  |
| 18           | 1985年10月14日 | ☆    | 2R   | KO   | 小森孝                   | 日本       |                                  |
| 19           | 1986年2月25日  | ☆    | 8R   | KO   | チバ・アルレドンド       | 日本       | 日本フェザー級タイトルマッチ     |
| 20           | 1986年5月26日  | ☆    | 2R   | KO   | 今井房男                 | 日本       | 日本王座防衛1                    |
| 21           | 1986年8月23日  | ★    | 7R   | KO   | 来馬英二郎               | 日本       | 日本王座陥落                     |
| 22           | 1986年11月17日 | ☆    | 4R   | KO   | 佐久間政勝               | 日本       |                                  |
| 23           | 1987年1月12日  | ☆    | 3R   | KO   | 飯泉健二                 | 日本       | 日本フェザー級王座決定戦         |
| 24           | 1987年4月4日   | ☆    | 3R   | KO   | 松浦正代司               | 日本       | 日本王座防衛1                    |
| 25           | 1987年6月22日  | ★    | 10R  | 判定 | ライオン・アリ           | フィリピン |                                  |
| 26           | 1987年8月17日  | ☆    | 6R   | TKO  | 神出康生                 | 日本       | 日本フェザー級王座決定戦         |
| 27           | 1987年11月30日 | ☆    | 2R   | KO   | 木村幸広                 | 日本       | 日本王座防衛1                    |
| 28           | 1988年2月15日  | ☆    | 10R  | 判定 | 飯泉健二                 | 日本       | 日本王座防衛2                    |
| 29           | 1988年5月16日  | ☆    | 5R   | KO   | 神出康生                 | 日本       | 日本王座防衛3                    |
| 30           | 1988年7月13日  | ☆    | 4R   | KO   | 三井実                   | 日本       | 日本王座防衛4                    |
| 31           | 1988年10月24日 | ☆    | 10R  | KO   | 佐久間政勝               | 日本       | 日本王座防衛5                    |
| 32           | 1989年3月26日  | ★    | 10R  | KO   | アントニオ・エスパラゴサ | ベネズエラ | WBA世界フェザー級タイトルマッチ  |
| 33           | 1989年7月17日  | ★    | 7R   | KO   | 植田龍太郎               | 日本       |                                  |
| テンプレート |                |      |      |      |                          |            |                                  |

## 獲得タイトル
- 東日本フェザー級新人王
- 第35代日本フェザー級王座(防衛1)
- 第37代日本フェザー級王座(防衛1=剥奪)
- 第38代日本フェザー級王座(防衛5=返上)